# 特拉夫涅韋 (米洛韋區)
49°23′26″N 40°5′36″E / 49.39056°N 40.09333°E
特拉夫內韋（烏克蘭語：Травневе）是位於烏克蘭東部的村莊，由盧甘斯克州舊比利斯克區的米洛韋市鎮負責管轄。該村始建於1922年，面積1.18平方公里，海拔高度166米，2001年人口398，人口密度每平方公里337.3人。